# Accipiter madagascariensis
Accipiter madagascariensis là một loài chim trong họ Accipitridae.